# Bassinet (casque)
Pour les articles homonymes, voir Bassinet.

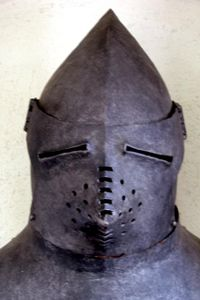
Un bassinet avec mézail dit « à bec de passereaux ».

Le bassinet, bascinet ou bacinet est un casque médiéval européen à visière apparu vers le début du XIVe siècle. Il dérive de la cervelière par extension des pièces de fer sur les joues et le cou et remplaça progressivement le grand heaume du XIIIe siècle.

## Origine
Le petit bassinet, version première apparentée à la cervelière, sans visière, était porté sous de plus grands heaumes. Après les premiers coups de lances, le grand heaume était souvent retiré pour le combat au corps à corps, au cours duquel il gênait la respiration et la vision. Porter un casque plus petit en dessous apportait un avantage certain.
Pour protéger le nez et une partie du visage, une fois le heaume retiré, furent développés un petit nasal puis un masque de plus en plus complet. À partir du milieu du XIVe siècle, la plupart des chevaliers d'Europe abandonnent le grand heaume dans son ensemble, trop lourd, pour le bassinet, à présent muni d'un ventail à charnières relevable.

## Caractéristiques et forme
La forme du bassinet était étudiée pour dévier les coups de lance et pour mieux résister aux coups de tailles portés par les épées et les masses d'armes. Le dessin primitif du casque était prévu pour dévier les coups vers le bas et loin du crâne et du visage. Au tournant du Xe siècle, le bassinet évolua d'une forme courte vers une calotte de plus en plus pointue (au point que l'arrière tombe verticalement). En Allemagne, une version plus bulbeuse apparut aussi au début du XVe siècle.
Au début du XVe siècle apparaît le grand bassinet par ajout de plus de plaques pour mieux protéger la gorge. La calotte et le ventail devinrent moins anguleux et plus ronds, jusqu'à ce qu'à la fin du XVe siècle, le grand bassinet ait évolué en armet.

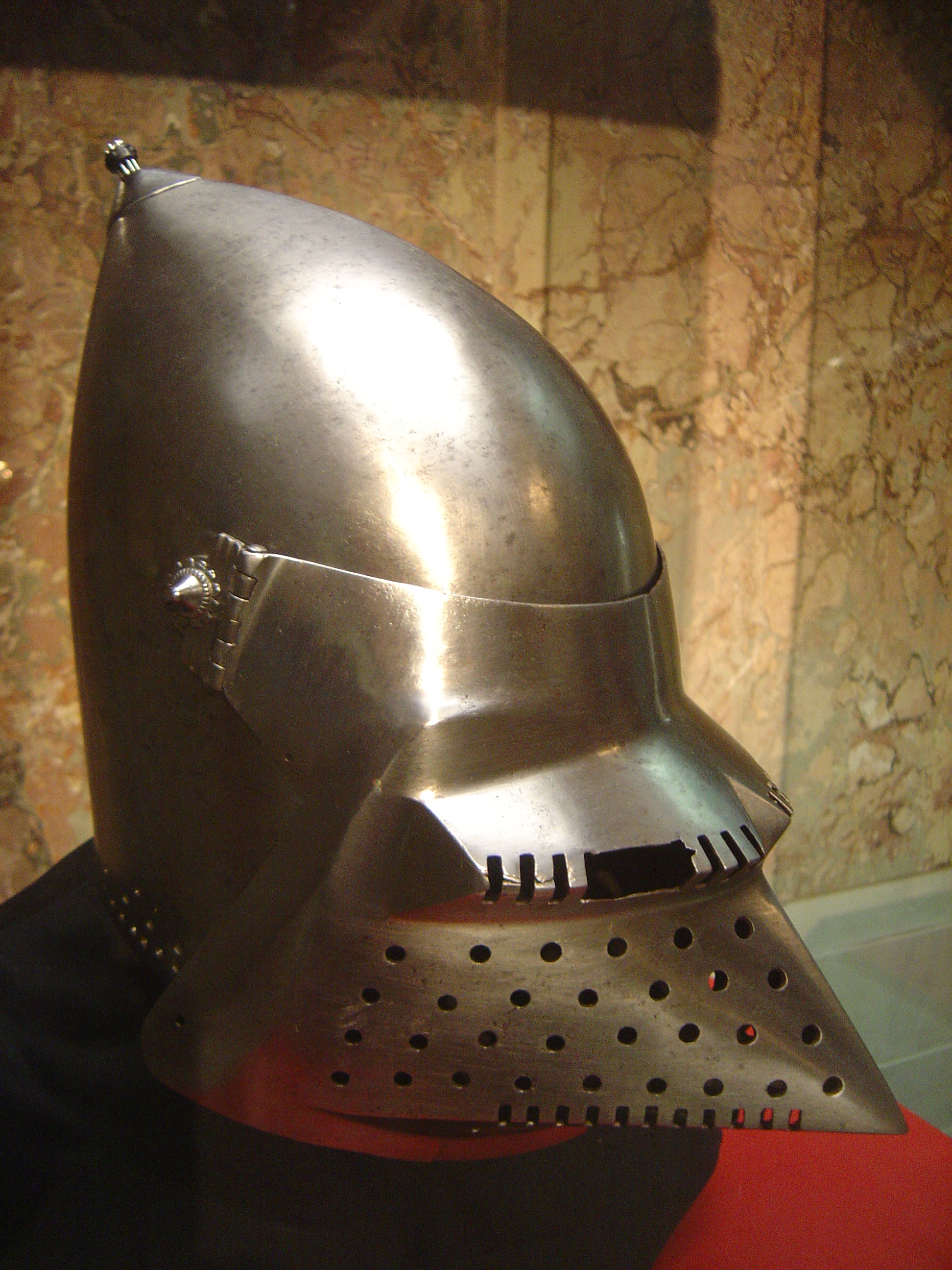
Le bec du mézail du bassinet à bec de passereaux permettait au combattant un meilleur confort que le grand heaume antérieur.

## Visière
La visière ou ventail était souvent conique, ce qui lui donnait une apparence de museau ou de bec. On parlait alors parfois de « heaume à tête de chien ». Elle facilitait la respiration, d'autant que des charnières permettaient de la relever.
Deux types d'attaches existent pour la visière. Le « klappvisor » était une charnière unique au milieu du front, rencontré principalement en Allemagne. La visière à deux pivots latéraux était montée sur deux charnières placées de chaque côté du casque et dont le manque de parallélisme était compensé par des pivots. Ce deuxième système était commun sur les armures italiennes.
Certains documents affirment que certains chevaliers chevronnés portaient leur bassinet sans visière pour de meilleures visibilité et respiration au combat en corps à corps, et pour éviter le coup de chaleur.

## Accessoires annexes
Sur les versions anciennes, le cou était protégé par un aventail, une pièce de cotte de mailles tombant sur la nuque et les épaules. L'aventail était attaché à une lanière de cuir maintenue sur le bord inférieur du bassinet par une série d'agrafes (les vervelles). Un cordon ciré, passant à travers des trous de la lanière, la fixait aux vervelles.
À partir de la fin du XIVe siècle, les bassinets étaient combinés à un gorgerin en plates pour protéger le cou. Cette amélioration conduisit au grand bassinet. (voir ci-dessus)
Une série de petits trous perçait le bord inférieur du casque et le bord du visage. On y cousait une garniture capitonnée. Cette doublure était faite de lin ou d'un tissu mêlé de lin et de bourre de laine ou de crin. Le sommet de la garniture se composait d'une série de lobes assemblés par un cordon pour ajuster la hauteur du casque sur la tête.
Bien qu'aucune mentonnière n'ait jamais été utilisée, le bassinet ne pouvait se soulever trop facilement si on attachait le camail à un surcot ou à une armure.

## Usage
Le bassinet fut le principal casque militaire à partir du XIVe siècle, lorsque le grand heaume du XIIIe siècle sortit des usages. Le bassinet fut notamment utilisé largement durant la Guerre de Cent Ans. Les illustrations d'époque représentent d'ailleurs la majorité des combattants portant ce casque.
Il resta en usage jusqu'à la fin du XVe siècle, en concurrence avec le heaume à tête de crapaud, avant de disparaître au profit de l'armet et de la salade.
L'ordre chronologique peut être résumé ainsi : cervelière > grand heaume > bassinet (petit > grand) > armet